# Adlershof
Adlershof är en stadsdel i sydöstra Berlin med 15 386 invånare (2012) som är en del av det administrativa stadsdelsområdet Treptow-Köpenick. Stadsdelen delas i två delar av järnvägsspåren och trafikleden Adlergestell som leder mot Berlins sydöstra förorter.  
Den äldre bebyggelsen och bostäderna i området är koncentrerade till den nordöstra halvan av stadsdelen.  Den sydvästra delen är idag under utveckling till ett vetenskapscentrum, där bland annat Humboldtuniversitetets campus för naturvetenskap, Helmholtz-Zentrum Berlin für Materialien und Energie och Berlinavdelningen för det tyska rymdfartscentret DLR, Deutsches Zentrum für Luft- und Raumfahrt, är belägna.
Adlershof har en station för Berlins pendeltåg och är beläget nära Berlin-Schönefelds flygplats.

## Historia
Stadsdelens namn kommer från godset Adlershof som tidigare låg på platsen.  Området befolkades från 1500-talet huvudsakligen av torpare som arbetade som daglönare i den närbelägna staden Köpenick och omkringliggande byar.  Omkring mitten av 1700-talet uppstod en by på platsen.  Järnvägen Berlin–Görlitz drogs igenom Adlershof på 1860-talet, varefter en förstad gradvis växte upp intill järnvägen.  Från 1880 till 1900 steg invånarantalet från 336 till 8 006.
Västra Adlershof var under början av 1900-talet plats för den tidiga tyska flygfartens framväxt. Här anlades bland annat Tysklands första flygplats, Johannisthals flygfält. Under Berlins ockupation och DDR-tiden 1945–1990 tillhörde Adlershof Östberlin, och under DDR-tiden var den östtyska statstelevisionen och flera forskningsanläggningar tillhörande den östtyska vetenskapsakademien förlagda till Adlershof.  Här verkade bland andra Angela Merkel under sin karriär som forskare i kvantkemi under 1980-talet.